# Johnny Wactor
John William Wactor III (Charleston (South Carolina), 31 augustus 1986 – Los Angeles, 25 mei 2024), beter bekend als Johnny Wactor, was een Amerikaans acteur. Hij speelde in diverse films en series, waaronder Supercell, Army Wives en General Hospital.

## Overlijden
Wactor kwam op 25 mei 2024, op 37-jarige leeftijd, in Los Angeles om het leven door een schotwond. Drie mannen probeerden een katalysator uit zijn voertuig te stelen. Nadat Wactor hen had betrapt, schoten ze hem neer en sloegen ze op de vlucht. Wactor werd naar het plaatselijke ziekenhuis gebracht en werd daar bij aankomst dood verklaard. De begrafenis van Johnny Wactor werd gehouden in de Summerville Baptist Church in Summerville, South Carolina, op 16 juni 2024, drie weken nadat hij was omgebacht. Op 15 augustus 2024 werden vier mannen gearresteerd in verband met de moord op Wactor. Vier dagen later beschuldigden aanklagers twee van de mannen, geassocieerd met een straatbende in South Los Angeles, van moord; de twee andere mannen werden aangeklaagd op basis van lichtere aanklachten.

## Filmografie

### Film
- 2010: The Grass Is Never Greener, als Johnny
- 2010: Lover's Speed, als Johnny
- 2011: GoldenBox, als Tucker
- 2011: Snap Judgment, als Orderly
- 2011: Roundhay Hall, als Ethan
- 2011: Synchronicity, als Kevin
- 2012: The Con-Artist, als journalist
- 2012: The Proposal, als Bobby
- 2012: Mr. and Mrs. Kill, als weggelopen echtgenoot (stemrol)
- 2014: Menthol, als John
- 2014: Ever, als John
- 2014: Life, Perfected, als Howie
- 2015: Flyover States, als Mike
- 2015: A Most Suitable Applicant, als Johnny Baker
- 2016: The Interrogation, als Troy
- 2016: USS Indianapolis: Men of Courage, als Connor
- 2017: F***, Mary, Kill, als Jacob
- 2018: Cold Soldiers, als Olderly
- 2018: Boy Crazy, als Troy
- 2019: Anything for You, Abby, als Tom
- 2020: The Relic, als Marcus
- 2022: Broken Riders, als Moxin
- 2023: Trapper's Edge, als Billy
- 2023: Supercell, als Martin
- 2024: Dead Talk Tales: Volume 1, als Marcus

### Televisie
- 2007-2009: Army Wives, als verschillende personages
- 2010-2016: Hollywood Girl, als Shane Hudson
- 2013: Siberia, als Johnny
- 2015: Agent X, als vader van John
- 2016: Vantastic, als Beyanna BamBam
- 2016: Animal Kingdom, als Kamerlid
- 2017: Training Day, als Greg
- 2017: Criminal Minds, als Trey Gordon
- 2017: Sisters of the Groom, als Tim
- 2017: Struggling Servers, als acteur
- 2017-2018: Age Appropriate, als Jake
- 2018: Disillusioned, als Jared
- 2019: NCIS, als marineluitenant Ross Johnson
- 2019: The OA, als eerstehulpverlener
- 2020: Westworld, als Gunny Thompson
- 2020: The Passenger, als Horace Parker
- 2020-2022: General Hospital, als Brando Corbin
- 2023: Station 19, als luitenant Cooper
- 2023: Barbee Rehab, als 'Star Trek'-Ken

### Computerspel
- 2021: Call of Duty: Vanguard, als aanvullende stemmen